# Guido Gozzano
Guido Gozzano (né le 19 décembre 1883 à Turin, mort le 9 août 1916 dans la même ville) est un poète italien du début du XXe siècle.

## Biographie
Guido Gozzano fut le chef de file de la poésie dite « crépusculaire », qui compta comme autres représentants Carlo Govoni et le jeune Aldo Palazzeschi. L'amica di nonna Speranza est considéré comme le premier chef-d'œuvre de la poésie italienne contemporaine.
Influencé par d'Annunzio, il s'en écarte par son ton volontiers parodique. Miné par la tuberculose, il meurt à 33 ans après avoir écrit des nouvelles, des contes pour enfants et le récit d'un voyage en Inde en partie inventé. Il a influencé le poète italien contemporain Carlo Bordini.

## Œuvres
- Carnets indiens (Verso la cuna del mondo, [1917] ; Un natale a Ceylan e altri racconti [1983]), récits traduits et présentés par Muriel Gallot. Actes Sud « Terres d’aventures  », 1990.
- Les Sandales de la diva, (extrait de L’altare del passato [1918], et de I sandali della diva [1983]), choix de nouvelles traduites et présentées par Muriel Gallot. Éditions Ombres, « Petite Bibliothèque Ombres »
- Les trois Talismans[1], conte pour enfants, traduit par Olivier Favier